# Баймак
Байма́к (баш. МФА: Баймаҡо файле) — город в Республике Башкортостан Российской Федерации. Административный центр Баймакского района. Образует городское поселение город Баймак.

## Этимология
Город образован на месте башкирской деревни Баймак, она же Таналыкова, оба названия происходят от соответствующих башкирских родоплеменных наименований: баймак и тана.

## Географическое положение
Город расположен на Южном Урале, в отрогах хребта Ирендыка, на реке Таналык, в 489 км к юго-востоку от столицы республики города Уфы, в 32 км к юго-западу от железнодорожной станции Сибай, в 145 км от города Магнитогорска.

## История
Название города происходит от гелонима Баймак, впервые упоминаемого в купчей 1771 года: «Из деревни Бикбулатово башкирец сотник Бикбулат Аркаев показал Гордиевскому два прииска. Один по реке Таналык, по левой стороне по течению, в пяти саженцах имеется болото, именуемое по-башкирски Баймак».
Между 1844 и 1850 годами башкирами д. Асылово (Буранбаево) на собственных землях была основана д. Таналыково. В 1850 году деревня состояла из 17 дворов со 100 жителями, в 1859 году — из 21 двора и 108 жителей. В 1866 году известна под названием Таналыково (Баймак) Орского уезда на реке Арыш, деревня насчитывала 131 человека при 23 дворах. В 1885 году д. Таналыково (Баймак) показана на реке. Баймак-Сазы с 184 жителями и 28 домами. В 1892 году учтена под названием Таналыково с 162 жителями и 37 дворами, в 1901 году — с 172 жителями и 31 дворами. В 1917 году деревня имела 82 двора с 504 жителями.
В 1870-х годах в связи с разработками россыпных месторождений золота на реке Таналык поселились русские и возникло село Баймак. В 1884 году в Баймаке проживало 100 человек при 17 дворах.
В первой трети XX века наблюдается стремительный рост населения, непосредственно связанный с созданием в 1912 году Таналык-Баймакского медеплавильного завода Южно-Уральского горного акционерного общества. В 1917 году в Баймаке насчитывалось 2508 человек и 485 дворов.
7 марта 1918 года в Таналыково-Баймаке, по приговору местного суда рабочих и красногвардейцев, по разным данным были убиты 20-25 человек, в том числе члены Правительства Башкурдистана Гимран Магазов и Габдулла Идельбаев вместе с пятью польскими советниками-офицерами и солдатами башкирского добровольческого отряда.
В 1923 году д. Таналыково (Баймак) стало центром Таналыкской волости Зилаирского кантона Башкирской АССР. После 1925 года д. Таналыково и с. Баймак сливаются в одно село. В 1928 году населённый пункт преобразован в рабочий посёлок Баймак-Таналыково. С 1930 года административный центр Баймак-Таналыковского района, с 1933 года Баймакского района. В 1938 году Баймак получил статус города районного значения, в черту города вошла д. Абдулмукменево. В 1992 году Баймак получил статус города республиканского значения. В марте 1994 года город и район стали единой административно-территориальной единицей.
В январе 2024 года в Баймаке вспыхнули протесты, вызванные судом над башкирским активистом Фаилем Алсыновым.

## Местное самоуправление
Совет городского поселения город Баймак
Совет состоит из 15 депутатов и созывается сроком на 4 года.
Председатель совета
- Пономарева Оксана Николаевна

Глава администрации
- Исянбаев, Радмир Фитратович

## Население
| 1931    | 1939    | 1944    | 1945    | 1946    | 1947    | 1959    | 1970    | 1979    | 1989    | 1992    | 1996    |
| ------- | ------- | ------- | ------- | ------- | ------- | ------- | ------- | ------- | ------- | ------- | ------- |
| 6100    | ↗13 900 | ↗21 000 | ↘19 600 | ↗19 900 | ↗20 200 | ↘11 335 | ↗12 467 | ↗13 453 | ↗15 976 | ↗16 800 | ↗17 500 |
| 1998    | 2000    | 2001    | 2002    | 2003    | 2005    | 2006    | 2007    | 2008    | 2009    | 2010    | 2011    |
| →17 500 | ↘17 100 | ↘16 900 | ↗17 223 | ↘17 200 | ↘17 100 | ↘16 900 | ↘16 800 | ↗16 932 | ↗17 069 | ↗17 710 | ↘17 700 |
| 2012    | 2013    | 2014    | 2015    | 2016    | 2017    | 2018    | 2019    | 2020    | 2021    | 2022    | 2023    |
| ↘17 608 | ↘17 534 | ↘17 492 | ↘17 460 | ↗17 475 | ↗17 529 | ↘17 432 | ↘17 254 | ↘17 179 | ↗17 833 | ↘17 008 | ↗17 753 |
| 2024    | 2025    |         |         |         |         |         |         |         |         |         |         |
| ↘17 580 | ↘17 507 |         |         |         |         |         |         |         |         |         |         |

На 1 января 2025 года по численности населения город находился на 712-м месте из 1124 городов Российской Федерации.

### Национальный состав
Согласно Всероссийской переписи населения 2010 года: башкиры — 71,6 %, русские — 21,3 %, татары — 5,1 %, лица других национальностей — 2 %
По итогам переписи населения 2020 года проживали следующие национальности (национальности менее 0,1 % и другое см. в сноске к строке «Другие»):
| Национальность | Численность, чел. | Доля     |
| -------------- | ----------------- | -------- |
| Башкиры        | 13 995            | 78,48 %  |
| Русские        | 3077              | 17,25 %  |
| Татары         | 483               | 2,71 %   |
| Армяне         | 56                | 0,31 %   |
| Азербайджанцы  | 34                | 0,19 %   |
| Узбеки         | 31                | 0,17 %   |
| Другие         | 157               | 0,89 %   |
| Итого          | 17 833            | 100,00 % |

### Языковой состав
Согласно Всероссийской переписи населения 2010 года родными языками населения являлись:
башкирский — 71,3 %, русский — 23,7 %, татарский — 3,9 %.

## Экономика
Предприятия
- АО «Баймакский литейно-механический завод».
- Баймакское дорожно-ремонтно-строительное управление, филиал АО «Башкиравтодор».
- Баймакское автотранспортное предприятие, филиал ГУП «Башавтотранс» РБ.
- МУП «Баймакский водоканал».
- ООО «Теплосеть-Баймак».

Гостиницы
- Гостиница «Башкирия».
- Гостиничный комплекс «Южный».

## Экологическая обстановка
В городе находится шлаковая гора из отходов окалины металло-литейного производства.

## Транспорт
Через Баймак проходит региональная автодорога 80К-012 Магнитогорск — Ира и межмуниципальная автодорога 80Н-043 Серменево — Амангильдино — Баймак. С автовокзала курсируют междугородные и пригородные рейсы. Общественный транспорт представлен автобусами, маршрутным такси и такси.

## Памятники
- Памятник погибшим в годы Великой Отечественной войны. Находится у западного моста, возле литейно-механического завода.
- Памятник-могила павшим в годы Гражданской войны 11 красноармейцам-венграм и 7 баймакским коммунистам и красногвардейцам (Ахмеров Сабирьян, Иванов Евгений, Киселёв Александр, Коробов Тимофей, Салимгареев Гариф, Стрелков Егор, Зулкарнеев Хаким), тут же находится могила башкирского драматурга Мирхайдара Файзи (1881—1928 гг.). Расположен на улице Ленина, недалеко от улицы Чернышевского.

## Образование
- Баймакский филиал УТЭК.
- Зауральский агропромышленный колледж.
- Баймакский лицей-интернат.
- Средняя образовательная школа № 1.
- Средняя образовательная школа № 2.
- Средняя образовательная школа № 3.
- Лицей № 4.
- Основная образовательная школа № 5.
- Детская школа искусств им. Г. Сулейманова.

## Здравоохранение
- Баймакская центральная городская больница.

## Достопримечательности
- Историко-краеведческий музей находится в здании администрации на третьем этаже. Первый зал рассказывает о башкирских родах, проживающих в Баймакском районе. Залы, посвящённые военной тематике, затрагивают период Гражданской войны, представлено оружие. Герои-участники Великой Отечественной войны, их имена и фотографии размещены на стендах, представлены документы и награды тех лет. Интересная и познавательная экспозиция о добыче золота в районе. Фотографии, предметы золотодобытчиков, на стене находится картина, воссоздающая сложный труд этих людей. Деревянные счеты, весы, журнал передают обстановку контор при золотых приисках. Большая коллекция национальной одежды, предметов быта рассказывает о традициях народа[39].
- Дом старца в деревне Бахтигареево Баймакского района[40].
- В Баймакском районе тянется с севера на юг хребет Ирендык, один из восточных отрогов Большого Урала. Длина его 135 километров. Самой высокой точкой хребта является гора Куянташ, высота её 987 метров. Вершины хребта имеют в большинстве своём пологие очертания с возвышающимися останцами в виде скалистых уступов[41].
- Озеро Талкас[42].
- Река Шугур и банный комплекс в горах[43].
- Графское озеро. В 1894 на реке Таналык бельгийским предпринимателем Э. В. Ротермундом был построен пруд, впоследствии названный местными жителями Графским озером. Топоним образован по титулу бельгийца. Водоём имел утилитарный характер и обеспечивал водой Мерясовское обогатительное химическое производство по извлечению золота из бедных руд. Добыча ценного метала в этих местах продолжалась в первые советские годы, но в конце 1930-х Мерясовское месторождение было законсервировано, а водоем стал достопримечательностью и местом отдыха. В 1975 году Графское озеро был полностью реконструировано и приобрело современный вид, именно тогда отсыпали плотину, укрепили дамбу, берега засадили деревьями и кустарниками[44].
- Центр народного творчества.
- Кинотеатр «Ирандык».
- Парк культуры и отдыха имени Салавата Юлаева.

## Спорт
- Стадион «Труд».

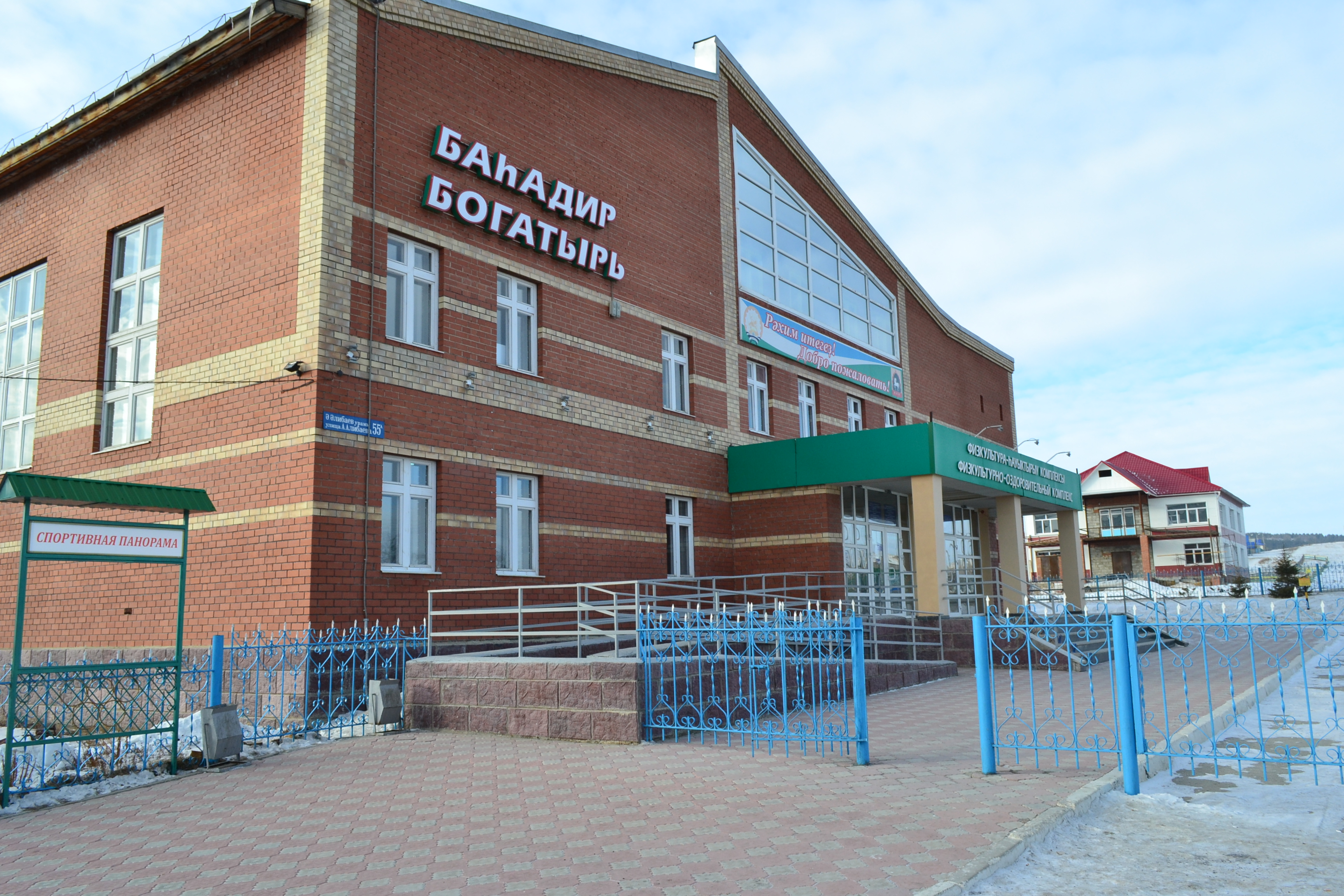
ФОК «Богатырь»

- Физкультурно-оздоровительный комплекс «Богатырь».

## Религия
Мечети:
- Баймакская соборная мечеть

Православные храмы:

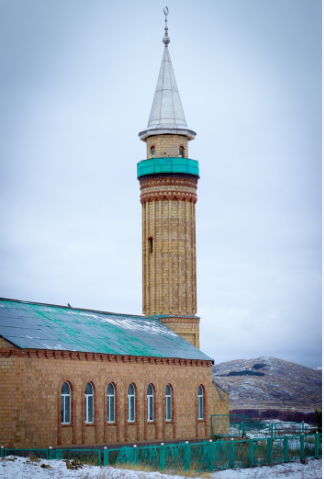
Баймакская городская мечеть

- Церковь Введения во храм Пресвятой Богородицы;
- Три часовни

## Средства массовой информации
Телевидение
- Пакет цифровых телеканалов «РТРС-1»;
- Пакет цифровых телеканалов «РТРС-2»;
- Баймакская студия телерадиовещания;

Радио
- 95,1 МГц — (ПЛАН) Радио Ашкадар;
- 100,3 МГц — Европа Плюс;
- 101,2 МГц — Авторадио;
- 102,7 МГц — Радио Юлдаш;
- 103,4 МГц — Радио России;
- 106,3 МГц — Спутник FM;

Печатные издания
- Газета «Һаҡмар»
- Газета «Баймакский вестник»